# Mediendienst
Mediendienst ist 1. ein Rechtsbegriff und 2. im allgemeinen Sprachgebrauch eine Bezeichnung für Dienstleister im Medienwesen.

## Mediendienst als Rechtsbegriff

### Rechtliche Regelung
Der Rechtsbegriff Mediendienst stammt aus dem früheren Staatsvertrag über Mediendienste. Seit 1. März 2007 wird stattdessen der umfassendere Rechtsbegriff Telemedien im Staatsvertrag für Rundfunk und Telemedien (bis 6. November 2020) bzw. seitdem im Medienstaatsvertrag verwendet.
Der Staatsvertrag über Mediendienste regelte unter anderem Fragen der Informationspflichten (§ 10 MDStV) und der Pflicht zur Gegendarstellung (§ 14 MDStV) von Diensteanbietern im Internet. Unter Mediendiensten wurden im Staatsvertrag
- das Angebot und die Nutzung von an die Allgemeinheit gerichteten Informations- und Kommunikationsdiensten

verstanden (§ 2 Absatz 1 Nr. 1 MDStV). Der Geltungsbereich des Staatsvertrages war eröffnet, wenn ein Mediendienst vorlag, der
- in Text, Ton oder Bild,
- unter Benutzung elektromagnetischer Schwingungen ohne Verbindungsleitung oder längs oder mittels eines Leiters

verbreitet wurde.
§ 2 Absatz 2 MDStV definierte mehrere Beispiele. Mediendienste waren danach unter anderem
- Teleshoppingangebote (reine Teleshoppingkanäle)
- Verteildienste für Messergebnisse und Datenermittlungen
- Fernsehtext, Radiotext und vergleichbare Textdienste (Videotext)
- Dienste für Text-, Ton- oder Bilddarbietungen auf Anforderung (Newsletter, Online-Zeitungen)

### Abgrenzungsfragen
Rechtsdogmatisch waren Reichweite und Grenzen des Begriffs Mediendienst umstritten. Zur Abgrenzung von den Telediensten nach dem Teledienstegesetz wurden in der Fachliteratur unterschiedliche Auffassungen vertreten. Auch die Unterscheidung zwischen den zulassungsfreien Mediendiensten und der zulassungspflichtigen Rundfunkveranstaltung nach dem Rundfunkstaatsvertrag war streitig, etwa bei Internetradio und Video-Streaming. Hier stellte z. B. die Arbeitsgemeinschaft der Landesmedienanstalten argumentativ auf die besondere Breitenwirkung, Aktualität und Suggestivkraft des Rundfunks gegenüber anderen medialen Angeboten ab, die das Bundesverfassungsgericht seit dem 8. Rundfunk-Urteil postuliert.
Teledienstegesetz und Staatsvertrag über Mediendienste traten zum 1. März 2007 außer Kraft. Die Begriffe Teledienst und Mediendienst sind seitdem im umfassenden Begriff Telemedien des Telemediengesetzes aufgegangen. Die früheren Abgrenzungskriterien zwischen Telediensten, Mediendiensten und Rundfunk werden in der Fachliteratur teilweise noch zur Bestimmung derjenigen Telemedien herangezogen, für die besondere Anforderungen im Abschnitt Telemedien des Staatsvertrages über Rundfunk und Telemedien (§§ 54 – 61 RStV) zu beachten sind. Zu diesen Anforderungen gehören z. B. Informationspflichten nach § 55 RStV und die Verpflichtung zur Aufnahme einer Gegendarstellung nach § 56 RStV.

## Mediendienst als Dienstleister im Medienwesen
Im allgemeinen Sprachgebrauch wird der Begriff Mediendienst auch für einige Diensteanbieter verwendet. Man bezeichnet so zum Beispiel Service-Agenturen die andere Medienvertreter mit Informationen versorgen, etwa in Deutschland die Deutsche Presseagentur (DPA). International sind Nachrichtenagenturen wie Reuters zu nennen. Die von diesen Mediendiensten kostenpflichtig beschafften Informationen dienen in der Regel als Basis für die öffentliche Berichterstattung in Zeitungen, Radiosendungen sowie in den verschiedenen Nachrichtenmagazinen im Fernsehen. Es handelt sich also in der Regel um Informationen, die nicht jeder Medienvertreter selbst recherchieren kann. Diese werden dann durch eigene Informationen und lokale Nachrichten ergänzt.